# Helostoma temminkii
Famille
Genre
Espèce
Synonymes
Helostoma temminckii
Statut de conservation UICN

 LC  : Préoccupation mineure
Le Gourami embrasseur (Helostoma temminkii ou Helostoma temminckii) est un poisson d'eau douce originaire de l'Asie du Sud-Est : Thaïlande, Sumatra et Java. C'est le seul représentant de sa famille, Helostomatidae, et de son genre Helostoma. Le genre Helostoma est donc monospécifique.
Le mot Helostoma vient du grec ancien helo (verrue) et στόμα (stóma, bouche), en référence à la bouche du Gourami embrasseur.

## Description
Le poisson mesure 10 cm en captivité mais peut toutefois atteindre 30 cm dans la nature, par exemple dans le Mékong. Il est omnivore.
Le gourami de couleur rose, le plus courant, provient surtout de Java. Le gourami de couleur verte serait originaire de Thaïlande.
Ce poisson est célèbre pour ses embrassades, avec sa bouche en forme de ventouse. Deux individus se mettent face à face et s'affrontent à coups de « baisers » sur leur bouche en ventouse. On ne sait pas exactement s'il s'agit d'un combat ou d'un rituel amoureux, car on ne peut reconnaître un mâle d'une femelle.

## Maintenance en captivité
| Origine         | Asie de Sud-Est             | Eau           | eau douce                 |
| Dureté de l'eau | 5-30 °GH                    | pH            | entre 6.8 et 8.5          |
| Température     | de 22 à 28 °C               | Volume mini.  | 600 L pour un groupe de 6 |
| Alimentation    | Omnivore                    | Taille adulte | de 10 à 30 cm             |
| Reproduction    | Ovipare                     | Zone occupée  | Surface et milieu         |
| Sociabilité     | calme, grégaire et paisible | Difficulté    | moyenne                   |

## Comportement
Malgré sa grande taille, Helostoma temminkii peut cohabiter avec n'importe quel petit poisson.
Sa reproduction, rare en captivité nécessite un grand aquarium et se fait par émission d'œufs flottants à la surface, sans avoir besoin de nid, contrairement aux membres des familles proches : Anabantidae et Osphronemidae.

### Famille Helostomatidae
- (en) Catalogue of Life : Helostomatidae (consulté le 4 juillet 2021)
- (fr + en) ITIS : Helostomatidae
- (en) WoRMS : Helostomatidae Gill, 1872 (+ liste genres + liste espèces)
- (en) Animal Diversity Web : Helostomatidae
- (en) NCBI : Helostomatidae (taxons inclus)

### GenreHelostoma
- (en) Catalogue of Life : Helostoma (consulté le 14 février 2025)
- (en) FishBase : liste des espèces du genre Helostoma (site miroir)
- (fr + en) ITIS : Helostoma Cuvier, 1829
- (en) WoRMS : Helostoma Cuvier, 1829 (+ liste espèces)
- (en) Animal Diversity Web : Helostoma
- (en) NCBI : Helostoma (taxons inclus)

### EspèceHelostoma temminkii
- (en) Catalogue of Life : Helostoma temminckii Cuvier, 1829 (consulté le 4 juillet 2021)
- (en + fr) FishBase : espèce Helostoma temminkii Cuvier, 1829 (+ traduction) (+ noms vernaculaires 1 & 2)
- (fr + en) ITIS : Helostoma temminkii Cuvier, 1829
- (en) NCBI : Helostoma temminckii (taxons inclus)
- (en) UICN : espèce Helostoma temminkii (consulté le 11 janvier 2020)